# 259 هـ
259 هـ هي سنة في التقويم الهجري امتدت مقابلةً في التقويم الميلادي بين سنتي 872 و873.

## وفيات
- أبو إسحاق الجوزجاني
- حجاج بن الشاعر

- محمد بن موسى بن شاكر مهندس وفلكي، أبرز علماء بيت الحكمة.